# Калининское сельское поселение (Кагальницкий район)
Калининское сельское поселение — муниципальное образование в Кагальницком районе Ростовской области. 
Административный центр поселения — посёлок Двуречье.

## География
Калининское сельское поселение имеет статус муниципального образования с административным центром в поселке Двуречье. Расположено Калининское сельское поселение в юго-западной части Кагальницкого района Ростовской области. Общая площадь занимаемой поселением территории составляет 196,8 км². Территория поселения имеет границы: на севере - с Иваново-Шамшевским и Кагальницким сельскими поселениями; на востоке – с Зерноградским районом; на западе – с Новобатайским сельским поселением; на юге – с Краснодарским краем.
Границы сельского поселения установлены согласно областному закону «Об установлении границ и наделении соответствующим статусом муниципального образования «Кагальницкий район» и муниципальных образований в его составе», от 19.11.2004 г. № 194-ЗС.
По данным на 01.01.2008 года население Калининского сельского поселения составило 2230 человек: из них в поселках: Двуречье – 1615 чел., Ключевой – 272 чел., Светлый Яр – 273 чел., Чистый ручей – 70 человек. 
Территория сельского поселения включает в себя территории населенных пунктов, сельхозназначения, промышленности, энергетики и транспорта, а также земли водного фонда. Общая протяженность асфальтированных покрытий дорог на территории Калининского сельского поселения составляет около девяти километров. Расстояние от поселка Двуречье до районного центра станицы Кагальницкой составляет 7 км; до областного центра города Ростова-на-Дону – 64 км; до ближайшей железнодорожной станции «Кагальник» – 12 км.

## История
До июня 2000 года в составе Калининского сельсовета (предшественника Калининского сельского поселения) числился посёлок Заветный. По решению Законодательного собрания Ростовской области посёлок был исключён из учётных данных «как фактически не существующий».
Калининское сельское поселение создано в 2005 году на территории бывшего Калининского сельсовета и с тех пор существует в неизменных границах.

## Административное устройство
В состав Калининского сельского поселения входят:
- посёлок Двуречье;
- посёлок Ключевой;
- посёлок Светлый Яр;
- посёлок Чистый Ручей.
- В 2000 году упразднён посёлок Заветный[3].

## Население
| 2010  | 2012  | 2013  | 2014  | 2015  | 2016  | 2017  |
| ----- | ----- | ----- | ----- | ----- | ----- | ----- |
| 1866  | ↘1829 | ↘1808 | ↘1792 | ↘1762 | ↘1711 | ↘1655 |
| 2018  | 2019  | 2020  | 2021  |       |       |       |
| ↘1632 | ↘1597 | ↘1578 | ↘1544 |       |       |       |

## Экономика
Основу экономики Калининского сельского поселения составляет сельскохозяйственное производство. Сельскохозяйственное производство которое разделяется на растениеводство и животноводство. На территории поселения функционируют: ОАО АФ «Кагальницкая», ООО Агросоюз Юг-Руси, ООО АП «Ключевое», 26 крестьянских (фермерских) хозяйств.
По территории сельского поселения проходят следующие автомобильные дороги:
- Автодорога межмуниципального значения ММ 61-143 «подъезд от автомобильной дороги «ст. Кагальницкая – с. Иваново-Шамшево – с. Новобатайск» к пос. Двуречье»;
- Автодороги местного значения, соединяющие все поселки с административным центром п. Двуречье.

## Инфраструктура
В поселении имеются СОШ № 7, ДОУ «Ласточка», ДЮСШ, ДК, два сельских клуба, библиотека, амбулатория, ФАП, медпункт, дом престарелых, офис Сбербанка, ветлаборатория, почта, РайПО, магазины.